# Marc Bujard
Pour les articles homonymes, voir Bujard.
Marc Bujard est un directeur de la photographie français.

## Filmographie
- 1919 : J'accuse d'Abel Gance
- 1923 : La Roue d'Abel Gance
- 1924 : Le Miracle des loups de Raymond Bernard
- 1924 : Les Ombres qui passent d'Alexandre Volkoff
- 1927 : Le Joueur d'échecs de Raymond Bernard
- 1928 : Madame Récamier de Tony Lekain et Gaston Ravel
- 1929 : La Perle de Henri d'Ursel
- 1929 : Le Perroquet vert de Jean Milva
- 1929 : Les Taciturnes de Jacques de Casembroot
- 1931 : Atout cœur de Henry Roussel
- 1931 : Maison de danses de Maurice Tourneur
- 1932 : Au nom de la loi de Maurice Tourneur
- 1932 : Ma femme... homme d'affaires
- 1932 : Maurin des Maures
- 1932 : Si tu veux
- 1933 : Boubouroche
- 1933 : L'Illustre Maurin
- 1933 : La Paix chez soi
- 1933 : Les Vingt-huit jours de Clairette d'André Hugon
- 1934 : Brevet 95-75
- 1934 : Chourinette
- 1934 : Famille nombreuse
- 1934 : La Belle de nuit de Louis Valray
- 1935 : Gangster malgré lui
- 1935 : Le Gros Lot de Cornembuis
- 1935 : Moïse et Salomon parfumeurs
- 1935 : À la manière de...
- 1936 : Le Faiseur
- 1936 : Les Mariages de Mademoiselle Lévy
- 1937 : Les Anges noirs
- 1937 : Les Hommes de proie
- 1937 : Monsieur Bégonia
- 1937 : Romarin
- 1938 : Ceux de demain
- 1938 : Champions de France
- 1938 : Firmin, le muet de Saint-Pataclet
- 1938 : La Rue sans joie d'André Hugon
- 1938 : Le Héros de la Marne
- 1938 : Prince de mon cœur
- 1938 : Un meurtre a été commis
- 1939 : Deuxième Bureau contre Kommandantur de René Jayet et Robert Bibal
- 1940 : Grey contre X
- 1940 : Miquette
- 1942 : L'Oasis dans la tourmente
- 1942 : Nadia la femme traquée
- 1942 : Retour au bonheur
- 1946 : À la fête
- 1948 : Triple enquête de Claude Orval